# Ofensywa na Owcze Pole
Ofensywa na Owcze Pole (buł. Овчеполска операция) – ofensywa wojsk bułgarskich na południową Serbię i Macedonię, przeprowadzona w dniach 14 października – 15 listopada 1915 podczas kampanii serbskiej I wojny światowej.

## Przebieg bitwy
Bułgaria przystąpiła do wojny po stronie państw centralnych 14 października 1915 roku. Celem 1 Armii bułgarskiej dowodzonej przez gen. Georgiego Todorowa było opanowanie doliny rzeki Wardar i przecięcie linii kolejowej łączącej Skopje i Saloniki, co miało zapobiec dotarciu sił ekspedycyjnych Ententy do Serbii.
Siły bułgarskie wkroczyły do Macedonii 14 października. Osłabiona armia serbska nie była w stanie sprostać świeżym oddziałom bułgarskim. 16 października 3 Dywizja bułgarska zajęła Vranje, 20 października 3 Dywizja zajęła Kumanowo, a 7 Dywizja Rilska Sztip. 22 października zajęte zostało Skopje, a 29 października Wełes. Na początku listopada Bułgarzy natrafili na oddziały francuskie pod dowództwem Maurice'a Sarraila, które przemieszczały się z Salonik na pomoc wycofującym się oddziałom serbskim. Francuzi zostali jednak pokonani w bitwie pod Kriwołakiem. 15 listopada Bułgarzy zajęli Prilep, ocalałe oddziały serbskie wycofały się w kierunku Kosowa.